# Robin Esser
Pour les articles homonymes, voir Esser.
Robin Charles Esser, né le 6 mai 1933 à Harrow au Royaume-Uni et mort le 6 novembre 2017 à 84 ans, est un journaliste, rédacteur en chef et romancier britannique, auteur de trois romans policiers.

## Biographie
Après son service militaire, Robin Esser étudie au Wadham College de l'université d'Oxford, où il est responsable de l'édition du Cherwell, le journal étudiant de l'institution.
En 1957, il amorce sa carrière journalistique comme reporter au Daily Express et au Daily Sketch. En 1969, il est envoyé par ses employeurs à New York pour couvrir l'actualité américaine et, à ce titre, est le premier journaliste britannique à interviewer les astronautes de la mission Apollo 11.
À son retour en Angleterre, il travaille un temps comme consultant pour le London Evening News (en), mais est réembauché par le Daily Express en 1985. Il  est rédacteur en chef de l'édition du dimanche (The Sunday Express) de 1986 à 1991. Après cette date et jusqu'à sa retraite, il travaille pour le très conservateur Daily Mail, ce qui est en accord avec son amitié pour Margaret Thatcher dont il est l'un des fiers partisans.
En littérature, il publie trois romans policiers en 35 ans.

## Œuvre

### Romans policiers
- The Hot Potato (1969)
- The Paper Chase (1971) Publié en français sous le titre Rallye-missiles, traduit par Marcel Frère, Paris, Gallimard, coll. « Série noire » no 1571, 1973 (BNF 35146549)
- Crusaders In Chains (2015)

## Sources
- Claude Mesplède et Jean-Jacques Schleret, SN, voyage au bout de la Noire : inventaire de 732 auteurs et de leurs œuvres publiés en séries Noire et Blème : suivi d'une filmographie complète, Paris, Futuropolis, 1982, 476 p. (OCLC 11972030), p. 127